# Banyallarga loxana
Banyallarga loxana is een schietmot uit de familie Calamoceratidae. De soort komt voor in het Neotropisch gebied.